# Tom Misch
Thomas Abraham Misch, detto Tom (Londra, 25 giugno 1995), è un musicista britannico.

## Biografia
Tom Misch ha iniziato a pubblicare musica nel 2012 attraverso SoundCloud, per poi intraprendere un corso legato alla chitarra jazz circa due anni più tardi, che abbandonerà presto per dedicarsi alla propria carriera musicale.
Ha reso disponibile Geography, l'album in studio di debutto, nel 2018; progetto che è riuscito a esordire in 8ª posizione nella Official Albums Chart e nella classifica LP di altri mercati europei, tra cui Germania e Paesi Bassi. Il disco, che per aver venduto oltre 100 000 unità è stato certificato oro dalla British Phonographic Industry, è stato promosso da una tournée negli Stati Uniti d'America e contiene Water Baby, una collaborazione con Loyle Carner candidata per un UK Music Video Award. La seconda nomination alla medesima cerimonia di premiazione è stata ricavata dal singolo Lift Off, tratto dal secondo album.
What Kinda Music, messo in commercio nell'aprile 2020, ha regalato all'artista il suo picco più alto nel Regno Unito, dove si è classificato in 4ª posizione. Sempre nel 2020 ha ottenuto il suo primo singolo d'argento dalla BPI (equivalente a 200 000 unità totalizzate), grazie a Damselfly, poi diventato oro.

## Discografia

### Album in studio
- 2018 – Geography
- 2020 – What Kinda Music (con Yussef Dayes)

### EP
- 2014 – Out to Sea (con Carmody)
- 2016 – Reverie
- 2017 – 5 Day Mischon
- 2021 – Quarantine Sessions
- 2024 – Six Songs

### Mixtape
- 2014 – Beat Tape 1
- 2015 – Beat Tape 2

### Singoli
- 2014 – The Last Song (con Carmody)
- 2014 – Memory
- 2014 – So Close (con Carmody)
- 2015 – Sunshine
- 2015 – In the Midst of It All (feat. Sam Wills)
- 2015 – Wake Up This Day (feat. Jordan Rakei)
- 2015 – Wander with Me (feat. Carmody)
- 2015 – Nightgowns (feat. Loyle Carner)
- 2016 – Watch Me Dance
- 2016 – Crazy Dream (feat. Loyle Carner)
- 2016 – I Wish
- 2016 – Midnight Mischief (con Jordan Rakei)
- 2017 – South of the River
- 2017 – Movie
- 2018 – Water Baby (feat. Loyle Carner)
- 2018 – It Runs Through Me (feat. De La Soul)
- 2018 – Lost in Paris (feat. GoldLink)
- 2019 – Money (con Michael Kiwanuka)
- 2019 – Losing My Way (con FKJ)
- 2020 – What Kinda Music (con Yussef Dayes)
- 2020 – Lift Off (con Yussef Dayes feat. Rocco Palladino)
- 2020 – Kyiv (con Yussef Dayes)
- 2020 – Nightrider (con Yussef Dayes)